# O Beijo da Mulher Piranha
O Beijo da Mulher Piranha é um filme brasileiro filmado em 1986 e lançado no mesmo ano, dirigido por Jean Garret e estrelado por Carla Prado.
Os produtores aproveitaram o sucesso do filme O Beijo da Mulher Aranha, de Hector Babenco.

## Sinopse
Mulher-vampira ataca suas vítimas, principalmente homens.

## Elenco principal
- Neusa Silveira
- Karina Macieira
- Walter Gabarron
- Francisco Rezende
- Pedro Terra
- Solange Dumont
- Osvaldo Cirilo
- Ângela Nonato
- Mário Duque
- Carla Prado
- Flávia Sanches
- Karina Miranda
- Angélica Belmonte
- Wagner Maciel
- Rajá de Aragão
- Dionísio Tordoc